# Amorpha herbacea
Amorpha herbacea är en ärtväxtart som beskrevs av Thomas Walter. Amorpha herbacea ingår i släktet segelbuskar, och familjen ärtväxter.

## Underarter
Arten delas in i följande underarter:
- A. h. crenulata
- A. h. floridana
- A. h. herbacea

## Bildgalleri

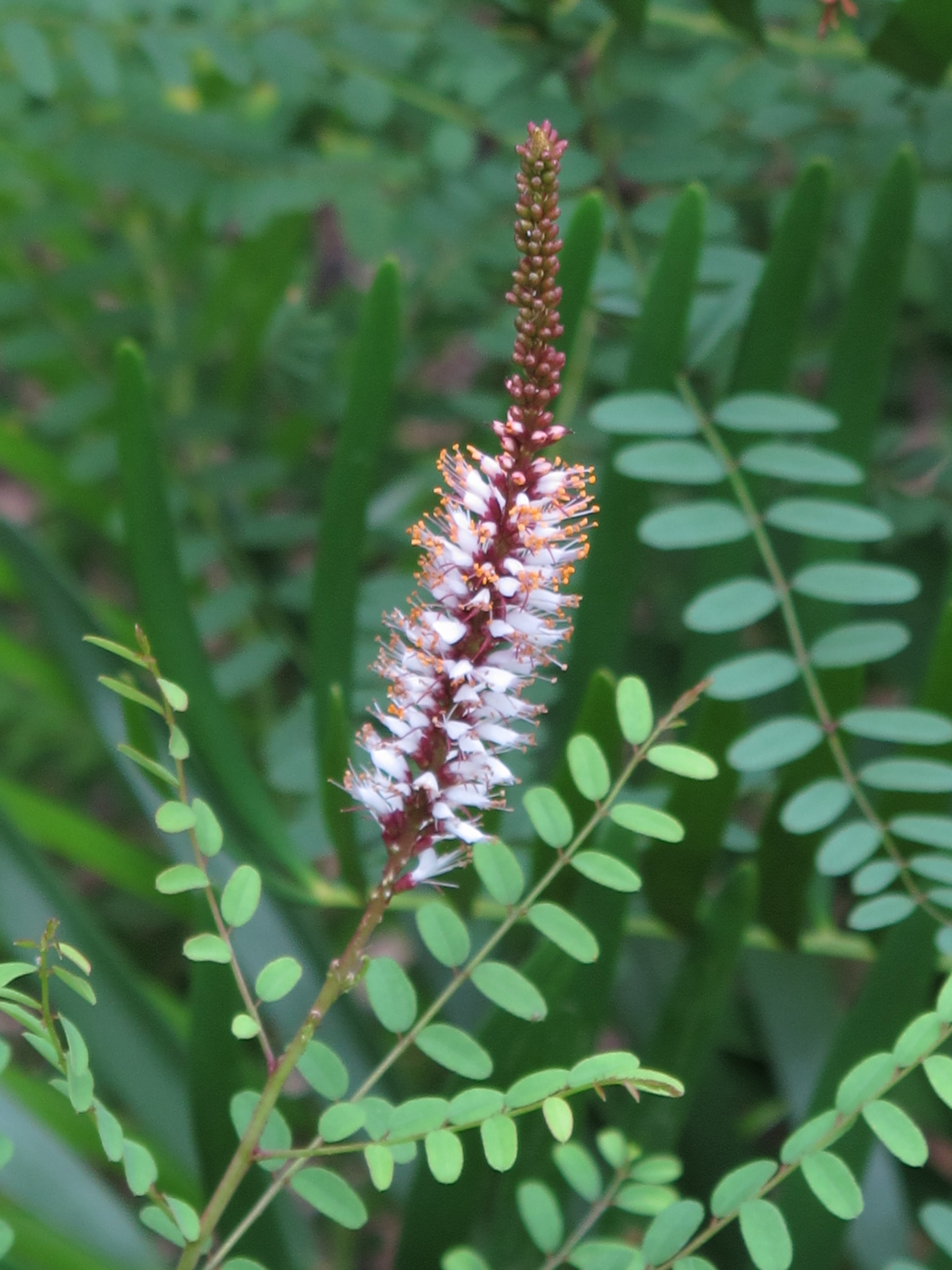